# Consonante gutural

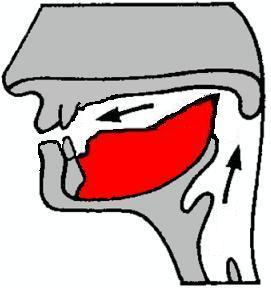
Esquema de la posición de la lengua en una consonante gutural

Una consonante gutural es una consonante cuyo punto de articulación está en la parte posterior del tracto vocal. Usualmente se consideran guturales las consonantes uvulares, las faríngeas, las epiglotales, las  glotales, y algunos autores incluyen también las velares. El término "gutural" no tiene una definición establecida y no forma parte de la clasificación de consonantes usadas por el Alfabeto Fonético Internacional; por esa razón, cada autor puede llegar a considerar más amplia o más restringida la clase de las guturales (incluyendo o excluyendo algunas de las clases mencionadas).
- Datos: Q1534578